# Song Ndong
Pour les articles homonymes, voir Song (homonymie) et Ndong.
Song Ndong est un village de la Région du Littoral du Cameroun, situé dans la commune de Ngwei.
Site web https://songndong-acodeso.com/

## Population et développement
En 1967, la population de Song Ndong était de 197 habitants, essentiellement des Bassa. La population de Song Ndong était de 224 habitants dont 119 hommes et 105 femmes, lors du recensement de 2005.  

## Personnalités liées à Song Ndong
L'écrivain Jean Ikellé-Matiba est né à Song Ndong en 1936.